# Seynabou
Seynabou est un prénom d'origine arabe que l'on retrouve généralement en Afrique de l'Ouest particulièrement au Sénégal.
Seynabou provient du prénom arabe Zaynab pouvant signifier beauté ou fleurs aromatiques. C'était le nom d'une des filles du prophète de l'islam Mahomet.
En Afrique on retrouve des noms dérivés tels que Sainabou,  Diénabou, Zeyna, Diaynaba, Nabou.